# USS Cumberland (1842)
La USS Cumberland fu una fregata della marina degli Stati Uniti. La sua impostazione risale al 1824, come frutto di una decisione del Congresso degli Stati Uniti del 1816. Vista la carenza di fondi, però, la nave venne lasciata sullo scalo per quasi vent'anni, fino a che una possibile minaccia di guerra con l'Inghilterra non fece decidere per il completamento di alcune navi a vela da affiancare alle costruende navi a vapore.
La sua linea, decisamente derivata da quella delle precedenti USS Chesapeake e Congress, era a due ponti (per quanto fosse classificata come fregata) ed era stata creata per sovrastare in potenza le unità similari europee con i suoi 50 cannoni da 32 libbre.

## La vita operativa
La nave fu impegnata in varie missioni, tra cui il contrasto alla tratta degli schiavi e la guerra messico-statunitense del 1846. Inoltre effettuò varie crociere nel Mediterraneo, la prima volta come ammiraglia del Mediterranean Squadron.
Sebbene le prime navi a vapore stessero entrando in servizio, la US Navy aveva bisogno di un numero cospicuo di navi e quindi le fregate a vela della classe della Cumberland, ed altre navi, vennero ristrutturate e riarmate. Tra il 1855 e il 1857,  la nave venne rasata, cioè venne eliminato il ponte superiore con i relativi cannoni ed una parte degli alloggi, guadagnando quindi in peso e manovrabilità. Tutti i cannoni esistenti vennero rimpiazzati con una batteria di 24 cannoni pesanti Dahlgren ad anima liscia, 22 da 9" e 2 da 10" (254mm).

## L'affondamento
Durante la Guerra Civile Americana, la CSS Virginia attaccò lo squadrone del blocco navale dell'Unione ad Hampton Roads, Virginia, l'8 marzo 1862, distruggendo l'USS Cumberland con il suo sperone, che rimase però incastrato nella Cumberland nonostante l'ordine di "indietro tutta" dato dal comandante della CSS Virginia poco prima dell'impatto; anche il Congress venne affondato con un fuoco a palle arroventate dopo il suo incagliamento su un banco di sabbia, mentre la fregata a vapore USS Minnesota ebbe miglior sorte pur essendo stata costretta a riva prima che il Virginia fosse costretto a ritirarsi da noie al motore e dal buio incombente. Quella notte il USS Monitor, al comando del tenente John L. Worden, arrivò al traino da Brooklyn.
Quando il Virginia tornò il giorno dopo, il 9 marzo 1862, per dare il colpo di grazia al Minnesota ed il resto della flotta della federazione venne intercettato dal Monitor.